# Дружний (Калінінградська область)
Дружний (рос. Дружный) — селище Гур'євського міського округу, Калінінградської області Росії. Входить до складу Новомосковського сільського поселення.
Населення — 510 осіб (2015 рік).

## Населення
| 2002 | 2010 | 2011 |
| ---- | ---- | ---- |
| 319  | ↗510 | →510 |